# 花よりおじいさん
『花よりおじいさん』（はなよりおじいさん、韓国語：꽃보다 할배）は、韓国のテレビチャンネル・tvNにて2013年7月5日から放送している旅行・バラエティ番組である。

## 概要
韓国バラエティーのプロデューサーであるナ・ヨンソクが制作に携わる出演者による、旅行・バラエティ番組である。
「花よりおじいさん」の名前の由来は日本の人気漫画「花より男子」をオマージュしたものである。（なお、韓国でも「花より男子・韓国ドラマ版」が放送していたため、これも関係している）
番組の内容は韓国のベテラン俳優らによる旅・旅行。お世話係にイ・ソジンを用意している。

## シリーズ
- シーズン1・フランス・台湾編

　出演・イ・スンジェ、シン・グ、ペク・イルソプ、パク・クニョン、イ・ソジン
- シーズン2・スペイン編

　出演・イ・スンジェ、シン・グ、ペク・イルソプ、パク・クニョン、イ・ソジン
- シーズン3・ギリシャ編

　出演・イ・スンジェ、シン・グ、ペク・イルソプ、パク・クニョン、イ・ソジン、チェ・ジウ
- シーズン4・リターンズ

　出演・イ・スンジェ、シン・グ、ペク・イルソプ、パク・クニョン、キム・ヨンゴン、イ・ソジン
ゲスト
- サニー（シーズン2）[1][2]
- チェ・ブラム（シーズン2）

## 日本での放送
現在の日本での放送はCS放送のみである。韓国系音楽専門チャンネルMnetと女性チャンネル♪ LaLa TVにて放送されている。日本での放送の際は吹き替えなしの字幕のみで放送している。なお、地上波での放送は、現在のところ未放送である。
また、CS放送以外で視聴可能なのはABEMA、GYAO!、Paravi、hulu　フジテレビオンデマンドなどのインターネットテレビと動画配信サイトにて視聴可能である。